# Festival de la Cançó d'Eurovisió 2016
El Festival de la Cançó de l'Eurovisió 2016 fou la 61a edició d'aquest esdeveniment musical.
Les dates aprovades per la UER foren el 10, 12 i 14 de maig de 2016, i tingué lloc a la ciutat d'Estocolm, capital de Suècia. El país escandinau acollí aquesta edició gràcies a la victòria del seu representant, Måns Zelmerlöw, a l'edició de 2015 a Viena amb la cançó Heroes. La cançó guanyadora fou 1944 de Jamala, representant d'Ucraïna, que guanyà el concurs per segon cop després de la victòria del 2004.

## La cançó guanyadora
La cançó 1944 era en anglès i la part de la tornada «Men bu yerde yaşalmadım / Yaşlığıma toyalmadım / Vetanıma asret boldım / Ey Güzel Kırım» provenia de la cançó popular "Ey Güzel Kırım" (Oh bella Crimea), en tàtar de Crimea, una llengua turquesa, essent la primera vegada que aquesta llengua apareixia al Festival. La cançó tracta de la deportació dels tàtars de Crimea durant el règim Stalinista de l'URSS.

## Seu del Festival

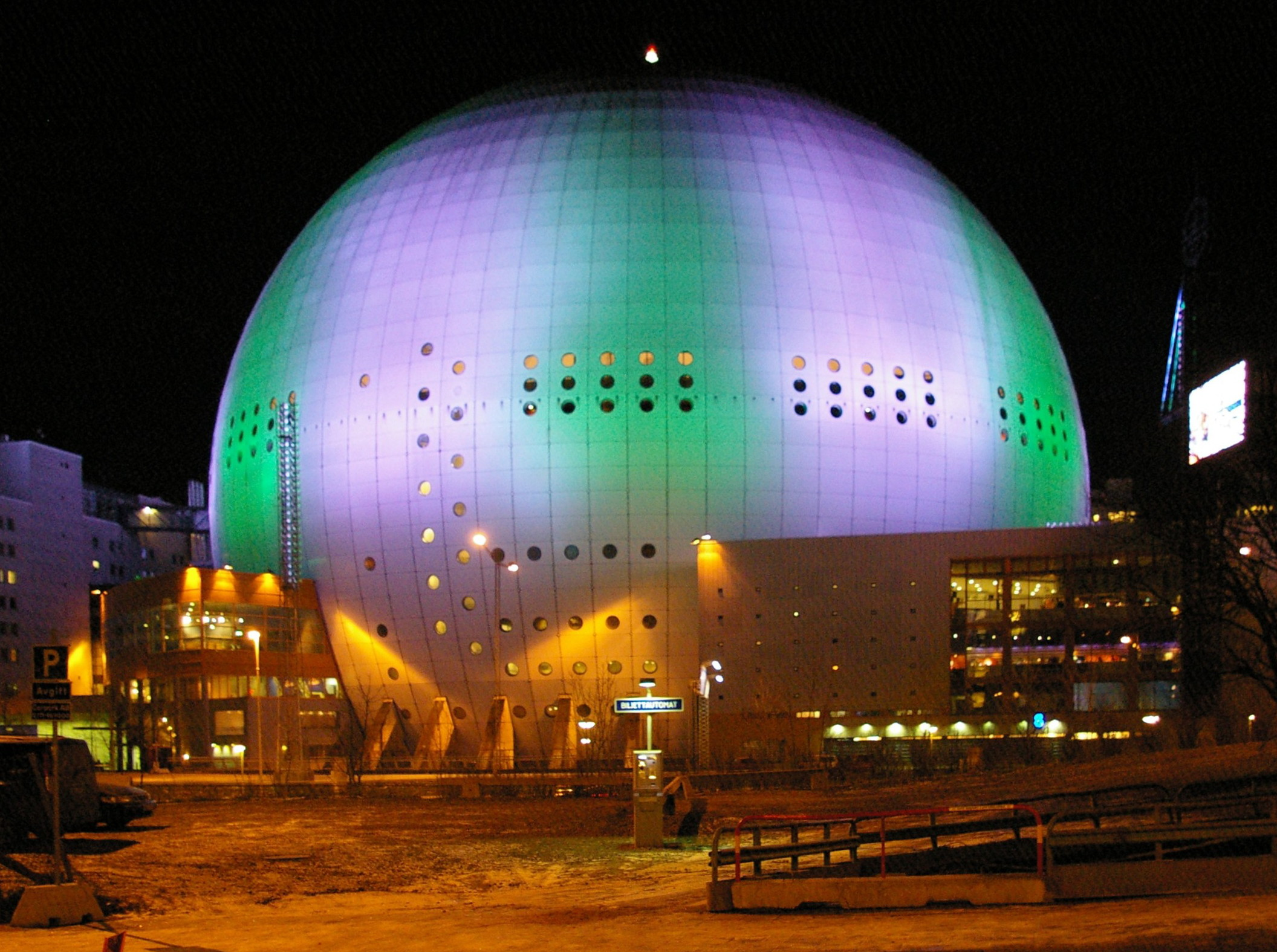
L'Ericsson Globe, a Estocolm, fou la seu del Festival

La televisió pública sueca SVT fou l'organitzadora de l'esdeveniment. El 8 de juliol de 2015 l'ens va anunciar que la seu del Festival seria l'Ericsson Globe, situat a la capital sueca, Estocolm.
Els presentadors dels tres shows foren Måns Zelmerlöw, el guanyador de l'any passat, i Petra Mede, que ja va presentar el Festival de 2013 a Malmö.
El comitè organitzador va suggerir a la UER que l'hora d'inici de les diferents gales s'avancés a les 20:00h CET perquè el públic més jove de l'Europa oriental pogués seguir el Festival a una hora més adient. Però finalment la UER va rebutjar aquesta iniciativa, almenys per aquesta edició; contràriament, sí que va aprovar una mesura per augmentar la divulgació de les cançons finalistes durant els descansos de les dues semifinals.
En aquesta edició, per primer cop, els vots dels jurats i el televot foren mostrats per separat: el del jurat en el sistema tradicional d'1-8, 10 i 12 punts, i el televot sumat per cada país al final.

## Països participants

Països participants que es van classificar per a la final.
Països participants que no es van classificar per a la final.
Països que hi van participar al passat però no el 2016.

La següent taula mostra la llista dels 42 participants confirmats per la UER. La llista oficial es va fer pública el 26 de novembre de 2015 i originalment constava de 43 participants, però finalment la UER va decidir excloure Romania el 22 d'abril de 2016 a causa del deute impagat per l'ens públic romanès TVR: 
| País                 | Ens televisiu                                                                                        | Preselecció per Eurovisió 2015 | Candidats proposats                                                                                           |
| -------------------- | --- | --- | --- |
| Albània              | RTSH (Radio Televizioni Shqiptar)                                                                    | La RTSH va escollir un cop més al guanyador de l'històric Festivali i Këngës perquè representés el país balcànic al proper Festival. La final d'aquest acte va tindre lloc el 27 de desembre de 2015. | Eneda Tarifa representà Albània al Festival de 2016 amb la cançó Fairytale.                                   |
| Alemanya             | ARD (Arbeitsgemeinschaft er öffentlich-rechtlichen Rundfunkanstalten der Bundesrepublik Deutschland) | La televisió pública alemanya va optar inicialment per escollir internament un artista i organitzar una preselecció posteriorment per escollir-ne la seva cançó. El cantant escollit, Xavier Naidoo, va ser anunciat el 19 de novembre de 2015, però degut a la pressió de diversos mitjans i treballadors de l'ens que no estaven d'acord amb el perfil controvertit de l'artista triat, l'ARD va revocar la seva candidatura dos dies després. Finalment, l'ens públic alemany va confirmar que organitzaria una preselecció oberta per escollir el seu representant, anomenada Unser Lied für Stockholm, i que va tindre lloc el 25 de febrer de 2016. | Jamie-Lee representà Alemanya al Festival de 2016 amb la cançó Ghost.                                         |
| Armènia              | ARMTV (Armenian Television)                                                                          | L'ARMTV va escollir internament a una artista, que va ser anunciada públicament el 13 d'octubre de 2015. Posteriorment, la cançó triada per l'artista va ser presentada el 2 de març de 2016. | Ivetà Mukutxian representà Armènia al Festival de 2016 amb la cançó LoveWave.                                 |
| Austràlia            | SBS (Special Broadcasting Service)                                                                   | La televisió pública australiana, que ja va ser convidada per la UER amb motiu del 60è aniversari del Festival el 2015, tornà a ser convidada per aquesta edició, tot i que en aquest cas havia de competir a les semifinals per obtindre un lloc a la final. La SBS va anunciar l'artista escollida internament el 3 de març de 2016 i el 10 de març de 2016 van presentar-ne la cançó. | Dami Im representà Austràlia al Festival de 2016 amb la cançó Sound of silence.                               |
| Àustria              | ORF (Österreichischer Rundfunk)                                                                      | L'ORF va confirmar que participava a la propera edició i que tornava a emprar una preselecció televisada per escollir el seu representant, anomenada Wer singt für Österreich? Aquesta preselecció va tindre lloc el 12 de febrer de 2016. | Zoë representà Àustria al Festival de 2016 amb la cançó Loin d'ici.                                           |
| Azerbaidjan          | ITV (Ictimai Televiziya)                                                                             | La ITV (Azerbaidjan) va tornar a escollir artista i cançó de manera interna; ambdós van ser presentats el 13 de març de 2016. | Samra representà Azerbaidjan al Festival de 2016 amb la cançó Miracle.                                        |
| Bèlgica              | VRT (Vlaamse Radio Television)                                                                       | L'ens flamenc VRT va prendre el relleu de la televisió francòfona RTBF quant a l'organització de la preselecció belga. En aquesta ocasió, la televisió belga de parla neerlandesa va organitzar una preselecció amb cinc artistes anomenada Eurosong; la final es va dur a terme el 17 de gener de 2016. | Laura Tesoro representà Bèlgica al Festival de 2016 amb la cançó What's the pressure?.                        |
| Belarús              | BTRC (Belaruskaja Tele-Radio Campanjia)                                                              | Un cop més, la televisió belarussa va organitzar la seva habitual preselecció televisada anomenada EuroFest, que va tindre lloc el 22 de gener de 2016. | Ivan representà Belarús al Festival de 2016 amb la cançó Help you fly.                                        |
| Bòsnia i Hercegovina | BHRT (Bosne i Hercegovine Radio Televizija)                                                          | La televisió bosniana va confirmar la seva preinscripció al Festival, però va aclarir que estava pendent d'assegurar el finançament de la seva participació definitiva. La BHRT no havia participat a les tres darreres edicions degut als greus problemes econòmics que pateix. Finalment, el 24 de novembre de 2015 la BHRT va anunciar que retornava al Festival i l'endemà va anunciar els artistes que havia triat internament com a representants. La cançó escollida va ser presentada públicament el 19 de febrer de 2016. | Dalal, Deen, Ana Rucner i Jala representaren Bòsnia i Hercegovina al Festival de 2016 amb la cançó Ljubav je. |
| Bulgària             | BNT (Bâlgarska Nationalna Televizija)                                                                | La televisió pública búlgara va confirmar la seva intenció de retornar al Festival després de dos anys d'absència causat per les seves dificultats financeres. L'elecció de l'artista i cançó va ser completament interna i el 19 de febrer de 2016 es va anunciar la cantant escollida. La cançó va ser presentada públicament el 21 de març de 2016. | Poli Genova representà Bulgària al Festival de 2016 amb la cançó If love was a crime.                         |
| Croàcia              | HRT (Hrvatska Radiotelevizija)                                                                       | L'HRT va anunciar que escolliria internament el seu representant. L'artista escollida va ser anunciada públicament el 24 de febrer de 2016 i la seva cançó va ser presentada el 9 de març de 2016. | Nina Kraljic representà Croàcia al Festival de 2016 amb la cançó Lighthouse.                                  |
| Dinamarca            | DR (Danmarks Radio)                                                                                  | La DR tornà a organitzar el seu habitual festival de preselecció anomenat Dansk Melodi Grand Prix. La final va tindre lloc el 13 de febrer de 2016. | Lighthouse X representaren Dinamarca al Festival de 2016 amb la cançó Soldiers of love.                       |
| Eslovènia            | RTVSLO (Radiotelevizija Slovenija)                                                                   | L'ens públic eslovè va confirmar que empraria un cop més el seu format de preselecció anomenat EMA. La final va tindre lloc el 27 de febrer de 2016. | ManuElla representà Eslovènia al Festival de 2016 amb la cançó Blue and red.                                  |
| Espanya              | TVE (Televisión Española)                                                                            | La televisió pública espanyola TVE ha confirmat la seva participació al Festival. En aquesta ocasió, l'ens espanyol va organitzar una preselecció oberta amb sis artistes, anomenada Objetivo Eurovisión, i que va tindre lloc l'1 de febrer de 2016. | Barei representà Espanya al Festival de 2016 amb la cançó Say yay!.                                           |
| Estònia              | ERR (Eesti Rahvusringhääling)                                                                        | La ERR va tornar a escollir el seu representant mitjançant el seu format habitual anomenat Esti Laul. La final es va dur a terme el 5 de març de 2016. | Jüri Pootsmann representà Estònia al Festival de 2016 amb la cançó Play.                                      |
| Finlàndia            | YLE (Yleisradio)                                                                                     | La YLE va tornar a organitzar la seva preselecció anomenada UMK. La final va tindre lloc el 27 de febrer de 2016. | Sandhja representà Finlàndia al Festival de 2016 amb la cançó Sing it away.                                   |
| França               | France Télévisions                                                                                   | L'ens públic francès ha confirmat la seva participació al Festival. L'elecció d'artista i cançó va ser interna; ambdós van ser presentats públicament el 29 de febrer de 2016. | Amir representà França al Festival de 2016 amb la cançó J'ai cherché.                                         |
| Geòrgia              | GPB (Georgian Public Broadcasting)                                                                   | La GPB va escollir aquest cop el seu representant de manera interna, però la cançó seria escollida posteriorment en una preselecció televisada. El 15 de desembre de 2015 va ser anunciat el conjunt escollit; el 3 de febrer de 2016 el grup va presentar les cançons candidates i el públic georgià va votar la seva favorita fins al 15 de febrer de 2016, quan es va anunciar la cançó guanyadora. | Nika Kocharov i Young Georgian Lolitaz representaren Geòrgia al Festival de 2016 amb la cançó Midnight gold.  |
| Grècia               | ERT (Elliniki Radiophonia kai Tileorassi)                                                            | El restaurat ens públic grec ERT va anunciar que finalment empraria una selecció interna per escollir el seu representant al proper Festival. El 9 de febrer de 2016 l'ERT va anunciar el grup escollit i la cançó va ser presentada el 10 de març de 2016. | Argo representaren Grècia al Festival de 2016 amb la cançó Utopian land.                                      |
| Hongria              | MTV (Magyar Televizió)                                                                               | La televisió hongaresa va organitzar de nou el seu programa de preseleccions anomenat A Dal. La final es va dur a terme el 27 de febrer de 2016. | Freddie representà Hongria al Festival de 2016 amb la cançó Pioneer.                                          |
| Irlanda              | RTÉ (Radio Telefís Éireann)                                                                          | La televisió irlandesa va optar en aquesta ocasió per escollir internament tant el seu representant com la seva cançó. Ambdós van ser presentats al públic el 13 de gener de 2016. | Nicky Byrne representà Irlanda al Festival de 2016 amb la cançó Sunlight.                                     |
| Islàndia             | RUV (Ríkisútvarpid)                                                                                  | Un cop més, la RUV va organitzar la seva habitual preselecció televisada, anomenada Söngvakeppnin, per escollir el seu representant; la final va tindre lloc el 20 de febrer de 2016. | Greta Salomé representà Islàndia al Festival de 2016 amb la cançó Hear them calling.                          |
| Israel               | IBA (Israel Broadcasting Authority)                                                                  | La televisió israeliana va tornar a escollir el seu representant a través del talent show Hakokhav Haba. La final d'aquest programa va tindre lloc el 3 de març de 2016. | Hovi Star representà Israel al Festival de 2016 amb la cançó Made of stars.                                   |
| Itàlia               | RAI (Radiotelevisione Italiana)                                                                      | La RAI ha confirmat la seva participació al proper Festival. Una altra vegada el representant italià hauria d'haver estat el guanyador de l'històric Festival de Sanremo, la final del qual va tindre lloc el 13 de febrer de 2016. Al final, però, el grup guanyador, Stadio, va declinar la participació al Festival per conflictes d'agenda i la subcampiona va obtindre el dret de participar-hi en el seu lloc. | Francesca Michielin representà Itàlia al Festival de 2016 amb la cançó No degree of separation.               |
| Letònia              | LTV (Latvijas Televizija)                                                                            | La LTV va emprar de nou la seva preselecció televisada anomenada Supernova, la final de la qual va tindre lloc el 28 de febrer de 2016. | Justs representà Letònia al Festival de 2016 amb la cançó Heartbeat.                                          |
| Lituània             | LRT (Lietuvos Radijas ir Televizija)                                                                 | L'ens públic lituà va confirmar que l'elecció d'artista i cançó es faria a través d'una preselecció televisada anomenada Eurovizijos Atranka, la final de la qual va tindre lloc el 12 de març de 2016. | Donny Montell representà Lituània al Festival de 2016 amb la cançó I've been waiting for this night.          |
| ARI de Macedònia     | MRT (Makedonska Radio Televizija)                                                                    | Makedonska Radio Televizija va confirmar la seva participació al Festival i el 24 de novembre de 2015 va anunciar la seva representant públicament. La cançó va ser presentada públicament el 7 de març de 2016. | Kaliopi representà l'ARI de Macedònia al Festival de 2016 amb la cançó Dona.                                  |
| Malta                | PBS Malta (Public Broadcasting Services / Television Malta)                                          | La televisió maltesa va confirmar que l'elecció d'artista es faria un cop més a través d'una preselecció televisada. La preselecció, anomenada MESC, va tindre lloc el 23 de gener de 2016. | Ira Losco representà Malta al Festival de 2016 amb la cançó Walk on water.                                    |
| Moldàvia             | TRM (Teleradio Moldova)                                                                              | L'ens públic moldau tornarà a organitzar una preselecció oberta, anomenada O Melodie pentru Europa, la final de la qual tindrà lloc el 27 de febrer de 2016. | Lidia Isac representà Moldàvia al Festival de 2016 amb la cançó Falling stars.                                |
| Montenegro           | RTCG (Radiotelevizija Crne Gore)                                                                     | La televisió montenegrina va escollir un cop més el seu representant internament i el va anunciar el 2 d'octubre de 2015. La cançó es va presentar públicament el 4 de març de 2016. | Highway representaren Montenegro al Festival de 2016 amb la cançó The real thing.                             |
| Noruega              | NRK (Norsk Rikskringkasting)                                                                         | La NRK va tornar a organitzar el seu festival de preseleccions anomenat Melodi Grand Prix, la final del qual va tindre lloc el 27 de febrer de 2016. | Agnete representà Noruega al Festival de 2016 amb la cançó Icebreaker.                                        |
| Països Baixos        | AvroTROS (Televisie Radio Omroep Stichting)                                                          | L'AvroTROS va tornar a seleccionar internament el seu representant; l'artista escollit va ser anunciat el 22 de setembre de 2015 i la seva cançó va ser presentada públicament el 4 de març de 2016. | Douwe Bob representà els Països Baixos al Festival de 2016 amb la cançó Slow down.                            |
| Polònia              | TVP (Telewizja Polska)                                                                               | La TVP va optar en aquesta ocasió per recuperar la seva antiga preselecció oberta anomenada Krajowe Eliminacje; la final va tindre lloc el 5 de març de 2016. | Michal Szpak representà Polònia al Festival de 2016 amb la cançó Colour of your life.                         |
| Regne Unit           | BBC (British Broadcasting Corporation)                                                               | La BBC va confirmar que reintroduiria el sistema de preselecció televisat com a mètode per escollir el seu representant al proper Festival. Així doncs, l'especial Eurovision: You Decide, que va tindre lloc el 26 de febrer de 2016, va determinar l'artista i la cançó que representaren l'ens britànic al Festival de 2016. | Jake & Joe representaren el Regne Unit al Festival de 2016 amb la cançó You're not alone.                     |
| Txèquia              | CT (Ceská Televize)                                                                                  | L'ens públic txec va confirmar que l'elecció d'artista i cançó tornaria a ser interna. L'11 de març de 2016 es van presentar públicament tant l'artista escollida com la seva cançó. | Gabriela Guncikovà representà la República Txeca al Festival de 2016 amb la cançó I stand.                    |
| Rússia               | Rússia 1 (Radio Telekanal Rossija)                                                                   | La Rússia 1 va confirmar la seva participació al proper Festival i va anunciar el representant escollit internament el 10 de desembre de 2015. La cançó va ser presentada el 5 de març de 2016. | Sergey Lazarev representà Rússia al Festival de 2016 amb la cançó You are the only one.                       |
| San Marino           | SMTV (Radiotelevisione della Repubblica di San Marino)                                               | L'ens públic de San Marino va optar un altre cop per una elecció interna; així, el 12 de gener de 2016 va anunciar al seu representant, Serhat (Ahmet Serhat Hacıpaşalıoğlu), un cantant turc. La cançó va ser presentada el 9 de març de 2016. | Serhat representà San Marino al Festival de 2016 amb la cançó I didn't know.                                  |
| Sèrbia               | RTS (Radiotelevizija Srbije)                                                                         | La RTS va confirmar que en aquesta ocasió l'elecció d'artista i cançó serien completament internes. L'artista va ser anunciada el 7 de març de 2016 i la cançó va ser presentada el 12 de març de 2016. | Sanja Vucic representà Sèrbia al Festival de 2016 amb la cançó Goodbye.                                       |
| Suècia               | SVT (Sveriges Television)                                                                            | La televisió amfitriona SVT va tornar a organitzar el seu històric festival de preselecció anomenat Melodifestivalen. La final va tindre lloc el 12 de març de 2016. | Frans representà Suècia al Festival de 2016 amb la cançó If I were sorry.                                     |
| Suïssa               | SF (Schweizer Fernsehen)                                                                             | Els diferents canals públics suïssos van confirmar que tornarien a emprar la mateixa fórmula que combina votació per internet, eleccions via jurat i gala final televisada, anomenada Die Große Entscheidungsshow, que finalment es va dur a terme el 13 de febrer de 2016. | Rykka representà Suïssa al Festival de 2016 amb la cançó The last of our kind.                                |
| Ucraïna              | Companyia Nacional de Televisió Ucraïnesa (NTU, Natsionalna Telekompanija Ukraïny)                   | La televisió ucraïnesa va confirmar que tornaria a participar en el Festival després de retirar-se de la darrera edició. La Companyia Nacional de Televisió Ucraïnesa va anunciar després que organitzaria una preselecció televisada juntament amb l'ens privat STB (cadena de televisió); la final d'aquesta preselecció va tindre lloc el 21 de febrer de 2016. | Jamala representà Ucraïna al Festival de 2016 amb la cançó 1944.                                              |
| Xipre                | CyBC (Cyprus Broadcasting Corporation)                                                               | La televisió pública xipriota va optar aquest cop per una elecció d'artista completament interna. El grup seleccionat es va anunciar el 4 de novembre de 2015 i la seva cançó va ser presentada el 22 de febrer de 2016. | Minus One representaren Xipre al Festival de 2016 amb la cançó Alter ego.                                     |

### Altres membres de la UER que no hi participen
- Andorra: La RTVA ha anunciat que, com ha passat des de la seva darrera participació el 2009, no disposa dels recursos financers per participar en el Festival.
- Eslovàquia: La televisió eslovaca RTVS ha confirmat que no retornarà al Festival, on no hi participa des de 2012.
- Luxemburg: La RTL ha confirmat el seu desinterès en retornar al Festival, després de més de vint anys d'absència.
- Mònaco: La TMC monegasca ha confirmat que no retornarà al Festival, on no hi participa des de 2006.
- Portugal: La RTP va confirmar que es prendria un any sense participar per estalviar en pressupost i replantejar el seu habitual mètode de selecció, l'històric Festival da Cançao.
- Romania: La TVR es va inscriure al Festival i fins i tot va escollir-ne el seu representant (Ovidiu Anton, amb la cançó Moment of silence); però el 22 d'abril de 2016 la UER va decidir excloure la delegació romanesa del Festival degut al seu elevat deute amb l'ens europeu, impagat des de 2007.
- Turquia: Malgrat els rumors que apuntaven a un possible retorn de l'ens públic TRT, finalment la televisió turca va mantenir la seva retirada per discrepàncies amb el format actual del Festival.

Els restants membres de la UER (Marroc, Algèria, Tunísia, Líbia, Egipte, Líban i Jordània) no han participat mai al Festival (excepte el Marroc el 1980) i tampoc han mostrat un veritable interès a fer-ho, per raons culturals, polítiques i econòmiques.
L'ens televisiu 1FLTV, única televisió que opera amb seu a Liechtenstein, va presentar la seva candidatura a convertir-se en un nou membre actiu de la UER, la qual cosa permetria a aquest país participar en el Festival de 2016; però, de moment, aquesta no ha estat acceptada per l'organisme europeu.

## Final
La Gran Final d'Eurovisió se celebrà el dissabte 14 de maig del 2016 (21.00 CEST) amb 10 classificats de la primera i de la segona semifinal, el Big 5 (Alemanya, Espanya, França, Itàlia i Regne Unit) i el país amfitrió, Suècia.
| Nº | País            | Intèrpret                              | Cançó                              | Lloc | Pts. |
| -- | --------------- | -------------------------------------- | ---------------------------------- | ---- | ---- |
| 01 | Bèlgica         | Laura Tesoro                           | "What's The Pressure?"             | 10   | 181  |
| 02 | República Txeca | Gabriela Gunčíková                     | "I Stand"                          | 25   | 41   |
| 03 | Països Baixos   | Douwe Bob                              | "Slow Down"                        | 11   | 153  |
| 04 | Azerbaidjan     | Samra Rahimli                          | "Miracle"                          | 17   | 117  |
| 05 | Hongria         | Freddie                                | "Pioneer"                          | 19   | 108  |
| 06 | Itàlia          | Francesca Michielin                    | "No Degree Of Separation"          | 16   | 124  |
| 07 | Israel          | Hovi Star                              | "Made Of Stars"                    | 14   | 135  |
| 08 | Bulgària        | Poli Genova                            | "If Love Was A Crime"              | 4    | 307  |
| 09 | Suècia          | Frans                                  | "If I Were Sorry"                  | 5    | 261  |
| 10 | Alemanya        | Jamie-Lee Kriewitz                     | "Ghost"                            | 26   | 11   |
| 11 | França          | Amir Haddad                            | "J'ai cherché"                     | 6    | 257  |
| 12 | Polònia         | Michał Szpak                           | "Color Of Your Life"               | 8    | 229  |
| 13 | Austràlia       | Dami Im                                | "Sound Of Silence"                 | 2    | 511  |
| 14 | Xipre           | Minus One                              | "Alter Ego"                        | 21   | 96   |
| 15 | Sèrbia          | Sanja Vučić                            | "Goodbye (Shelter)"                | 18   | 115  |
| 16 | Lituània        | Donny Montell                          | "I've Been Waiting for This Night" | 9    | 200  |
| 17 | Croàcia         | Nina Kraljić                           | "Lighthouse"                       | 23   | 73   |
| 18 | Rússia          | Serguei Làzarev                        | "You Are The Only One"             | 3    | 491  |
| 19 | Espanya         | Barei                                  | "Say Yay!"                         | 22   | 77   |
| 20 | Letònia         | Justs                                  | "Heartbeat"                        | 15   | 132  |
| 21 | Ucraïna         | Jamala                                 | "1944"                             | 1    | 534  |
| 22 | Malta           | Ira Losco                              | "Walk On Water"                    | 12   | 153  |
| 23 | Geòrgia         | Nika Kocharov & Young Georgian Lolitaz | "Midnight Gold"                    | 20   | 104  |
| 24 | Àustria         | Zoë                                    | "Loin d'ici"                       | 13   | 151  |
| 25 | Regne Unit      | Joe & Jake                             | "You're Not Alone"                 | 24   | 62   |
| 26 | Armènia         | Ivetà Mukutxian                        | "LoveWave"                         | 7    | 249  |

| Ordre de votació | Ordre de votació | Ordre de votació | Ordre de votació | Ordre de votació |
| --- | --- | --- | --- | ---------------- |
| 1. Àustria · 2. Islàndia · 3. Azerbaidjan · 4. San Marino · 5. República Txeca · 6. Irlanda · 7. Geòrgia · 8. Bòsnia i Hercegovina · 9. Malta · 10. Espanya · 11. Finlàndia | 12. Suïssa · 13. Dinamarca · 14. França · 15. Moldàvia · 16. Armènia · 17. Xipre · 18. Bulgària · 19. Països Baixos · 20. Letònia · 21. Israel | 22. Belarús · 23. Alemanya · 24. Rússia · 25. Noruega · 26. Austràlia · 27. Bèlgica · 28. Regne Unit · 29. Croàcia · 30. Grècia · 31. Lituània | 32. Sèrbia · 33. ARI de Macedònia · 34. Albània · 35. Estònia · 36. Ucraïna · 37. Itàlia · 38. Polònia · 39. Eslovènia · 40. Hongria · 41. Montenegro · 42. Suècia |                  |